# Élections générales néo-écossaises de 1988
L'élection générale néo-écossaise de 1988 se déroule le 6 septembre 1988 afin d'élire les députés de l'Assemblée législative de la Nouvelle-Écosse. Il s'agit de la 32e élection générale dans la province de Nouvelle-Écosse depuis la confédération de 1867 et la 55e depuis la création de l'Assemblée législative en 1758.

## Résultats
| Parti                               | Parti                      | Chef              | Sièges | Sièges | Sièges  | Voix    | Voix    | Voix    |
| ----------------------------------- | -------------------------- | ----------------- | ------ | ------ | ------- | ------- | ------- | ------- |
| Parti                               | Parti                      | Chef              | 1984   | Élus   | % Diff. | #       | %       | % Diff. |
|                                     | Progressiste-conservateur  | John Buchanan     | 42     | 28     | -33,3 % | 204 150 | 43,45 % |         |
|                                     | Libéral                    | Vincent MacLean   | 6      | 21     | +250 %  | 186 007 | 39,59 % |         |
|                                     | Nouveau Parti démocratique | Alexa McDonough   | 3      | 2      | -33,3 % | 74 038  | 15,76 % |         |
|                                     | Autre/Indépendant          | Autre/Indépendant | -      | 1      |         | 5 638   | 1,20 %  |         |
| Total                               | Total                      | Total             | 52     | 52     | -       | 469 833 | 100 %   |         |
| Source : (en) Elections Nova Scotia |                            |                   |        |        |         |         |         |         |

1 Paul MacEwan, ancien chef du Parti travailliste du Cap-Breton, est réélu en tant qu'indépendant